# Konstantin Balmont

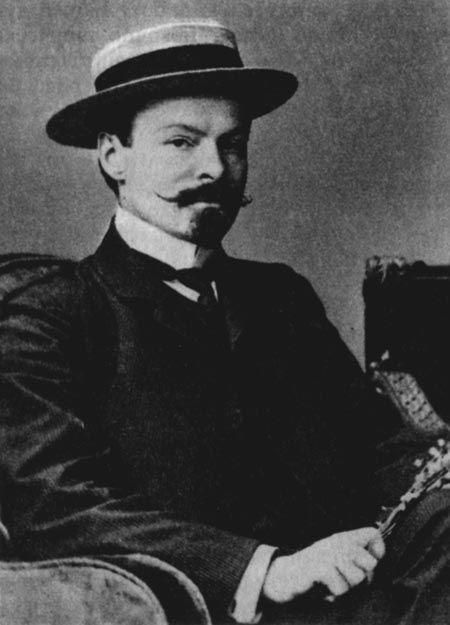
Konstantin Balmont (1892)

Konstantin Dmitrijevič Balmont (Константин Дмитриевич Бальмонт; 3. červnajul./ 15. června 1867greg., Gumnišči (Гумнищи), Šujský újezd, Vladimirská gubernie – 23. prosinec 1942, Noisy-le-Grand, Francie) byl ruský symbolistický básník a překladatel. Je pokládán za jednu z nejvýznamnějších postav tzv. stříbrného věku ruské poezie (přibližně 1900–1920).

## Život
Balmont se narodil ve šlechtické rodině. První verše napsal, když mu bylo 10 let. Z gymnázia v Šuje byl vyloučen za rozšiřování politických letáků. Dostudoval na gymnáziu ve Vladimiru. V roce 1886 začal studovat na moskevské univerzitě, o rok později byl ale vyloučen za účast na demonstraci. Pokusil se o sebevraždu a během rekonvalescence se začal věnovat poezii. Náklad první sbírky pod vlivem nepříznivé kritiky zničil. Později se ale stal slavným a módním autorem. Roku 1905 emigroval do Paříže, do Moskvy se vrátil v roce 1916. V roce 1917 ale vypukla říjnová revoluce, se kterou Balmont nesouhlasil, a proto uprchl do Německa a později do Francie, kde žil v emigraci a v chudobě. Zemřel v roce 1942 v Paříži.

## Dílo
Balmont je velmi ceněn pro zvukovou stránku svých básní, ve kterých usiloval o spojení dojmu barvy a zvuku v impresionistickém duchu. Později se přiklonil k symbolismu (sbírka Buďme jak slunce). Ve sbírce Pták Ohnivák vytvořil variace na zaklínadla, byliny a rituální písně. Ve sbírce Volání dávných věků se inspiroval kulturou východních národů.
Mnoho jeho básní bylo zhudebněno, včetně jeho volného překladu Poeovy básně Zvony, která se stala základem Rachmaninovovy chorálové symfonie, opus 35. V roce 1917 napsal na melodii Alexandra Grečaninova text Hymny svobodného Ruska. Ruská prozatímní vláda nestačila přijmout tuto hymnu jako oficiální, skladba však byla populární mezi poříjnovou emigrací a stala se znělkou stanice Rádio Svoboda.
Ovládal 16 jazyků. Z češtiny přeložil například verše Jaroslava Vrchlického nebo Antonína Sovy, z angličtiny Edgara Allana Poea a Percy Bysshe Shelleyho, ze španělštiny Calderóna. Jeho překlady jsou ale považovány za příliš volné.
Hodně cestoval po celém světě (Evropa, USA, Mexiko, Japonsko, Indonésie). Z těchto cest psal prozaické knihy.

## Spisy

### Básně
- Sbornik stichotvorenij (1890, Sbírka básní)
- Pod severnym něbom (1894, Под северным небом; Pod severním nebem)
- V bezbrežnosti (1896, В безбрежности; V nekonečnu)
- Tišina (1898, Тишина; Tišina)
- Gorjaščije zdanija, lirika sovremennoj duši (1900, Горящие здания, Лирика современной души; Hořící stavení, lyrika současné duše)
- Buděm kak solnce (1903, Будем как Солнце, Buďme jak slunce)
- Žar-ptica (1907, Pták Ohnivák)
- Zeljonyj vertograd (1908, Zelená štěpnice)
- Zovy drevnosti (1908, Volání dávných věků) – variace na starověkou poezii východních národů
- Marevo (1922, Přelud)
- Stichi o Rossii (1924, Básně o Rusku)
- V razdvinutoj dali (1930, V širé dáli)

### Próza
- Zmejnyje cvety (1910, Hadí květy) – z cesty po Mexiku
- Belyj zodčij (1914, Bílý stavitel) – z cesty do Indonésie

### České překlady
- Sonety slunce, medu a luny, překlad Hana Vrbová, Praha : Mladá fronta, 1976 - výbor z Balmontovy pozdní tvorby